# Hadrodactylus genalis
Hadrodactylus genalis là một loài tò vò trong họ Ichneumonidae.